# Otto Schubert (Architekt, 1854)

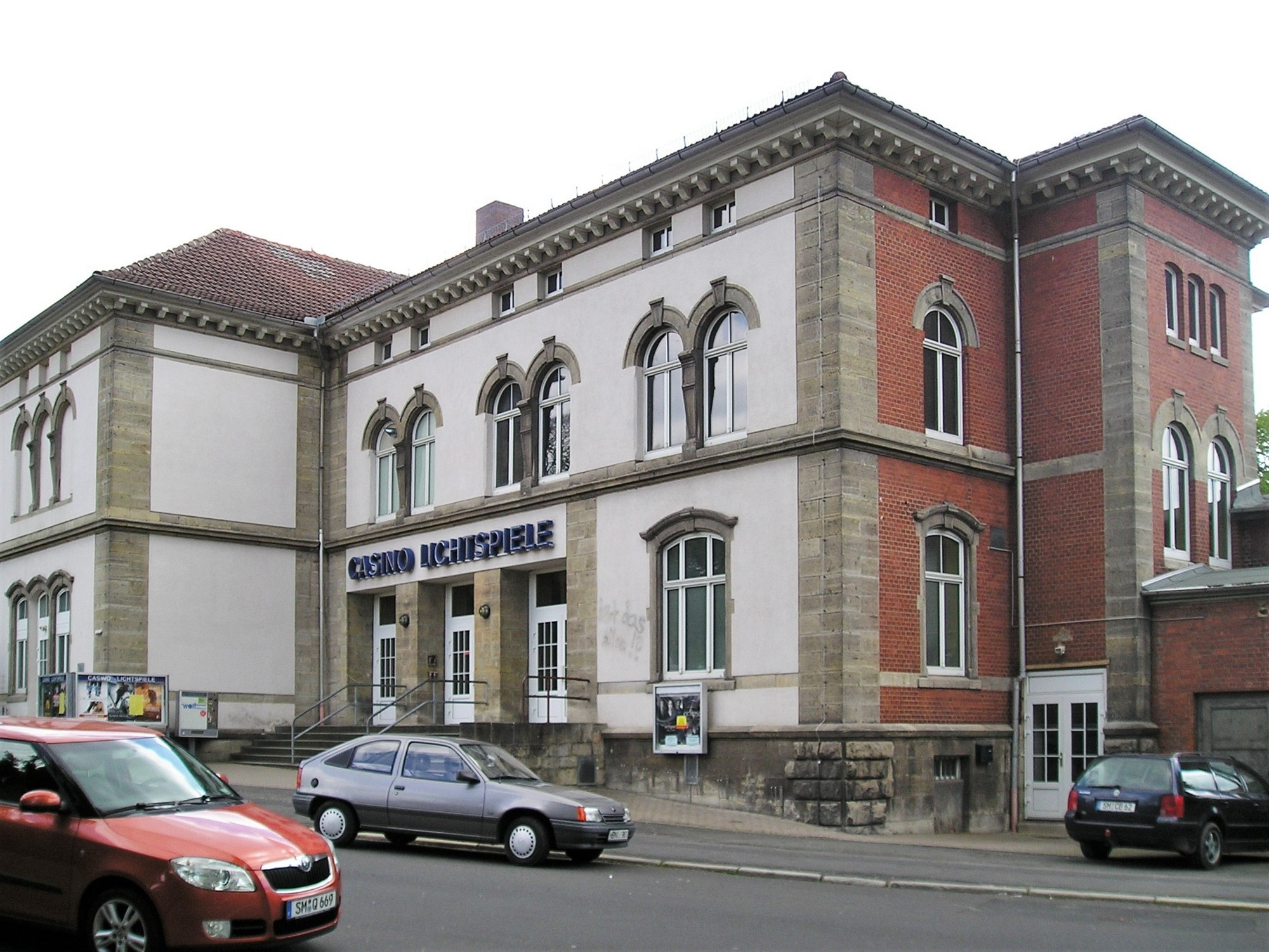
Casino-Gebäude in Meiningen

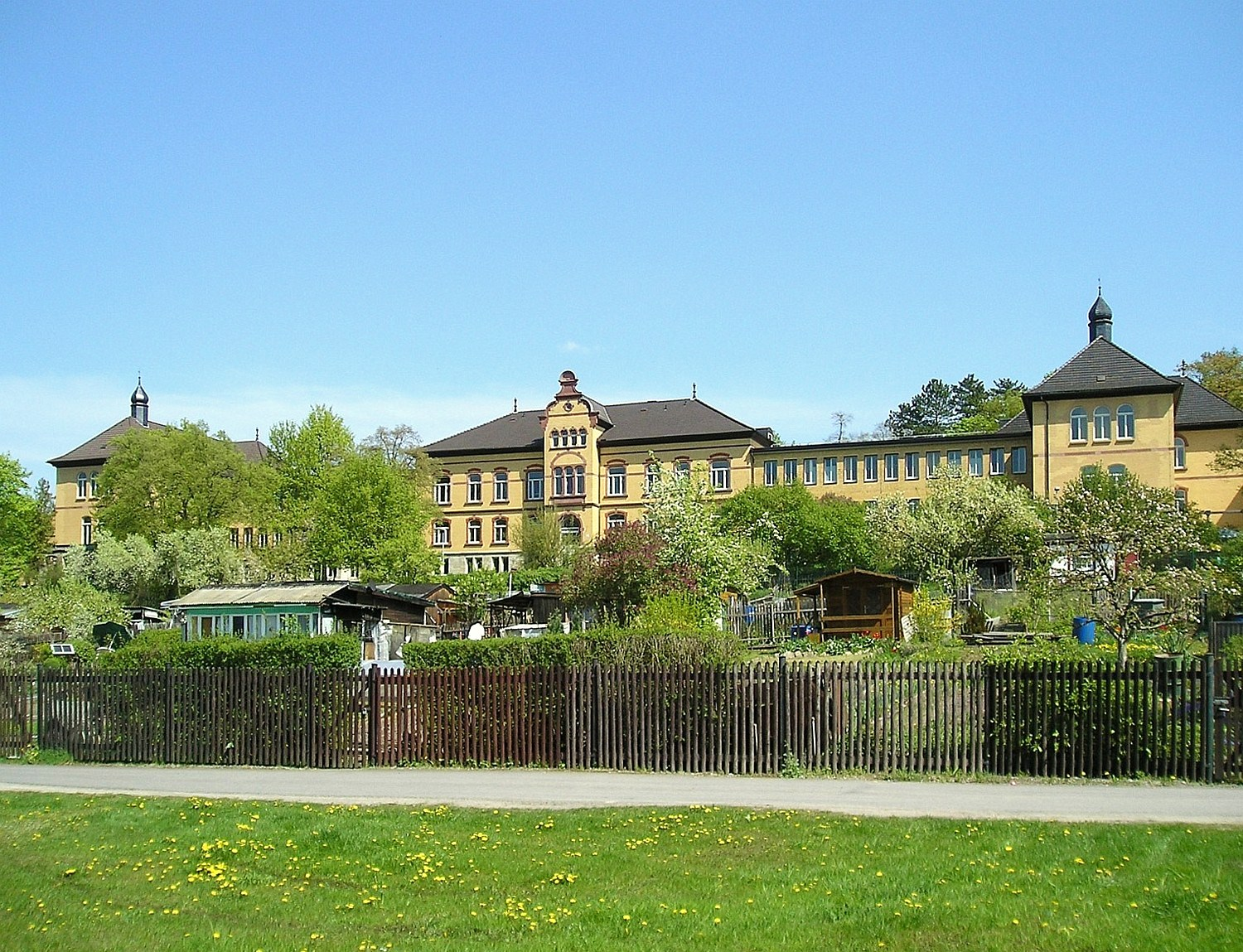
Georgenkrankenhaus

Otto Schubert (* 13. Mai 1854 in Berlin; † 28. November 1930 in Meiningen) war ein deutscher Architekt und Baumeister des späten 19. und frühen 20. Jahrhunderts.

## Leben
Otto Schubert trat Anfang der 1880er Jahre in den Staatsdienst des Herzogtums Sachsen-Meiningen ein, wo er als Landbaumeister für administrative Arbeiten zuständig war. Neben seiner Berufung als Baumeister war er auch als Architekt tätig und schuf zum Teil gemeinsam mit anderen Architekten eine Reihe bedeutender Bauten vorwiegend in der Residenzstadt Meiningen. Ein Teil seiner Gebäude steht unter Denkmalschutz.

## Werke
In Meiningen:
- Gebäude der Zivil-Casinogesellschaft (1897/heute Multiplex-Kino)
- Umbau des Hotels Sächsischer Hof, gemeinsam mit Eduard Fritze (1900)
- Gemeindehaus der evangelischen Kirchengemeinde (1900), gemeinsam mit Eduard Fritze
- Georgenkrankenhaus (1903)
- Verwaltungsgebäude „Sudpfanne“ der Meininger Privatbrauerei
- Kaffeerösterei Roth & Sohn in der Landsberger Straße
- Neue Bürgerschule (Prinz-Friedrich-Schule) (1911), gemeinsam mit Eduard Fritze
- Stadtvillen